# Marihat Baris
Marihat Baris is een bestuurslaag in het regentschap Simalungun van de provincie Noord-Sumatra, Indonesië. Marihat Baris telt 3603 inwoners (volkstelling 2010).